# Костроменко Вадим Васильович
Вадим Васильович Костроменко (26 вересня 1934, Бахмут, Донецька область, Українська РСР — 1 листопада 2017) — радянський і український кінооператор, кінорежисер. Заслужений діяч мистецтв УРСР (1969). Нагороджений орденом Трудового Червоного Прапора, орденом «За заслуги» III ст., медалями.

## Життєпис
Народився в родині службовця. Закінчив операторський факультет Всесоюзного державного інституту кінематографії (1957, майстерня Б. Волчека).
З 1957 р. — оператор Одеської кіностудії художніх фільмів.
Директор Музею Одеської кіностудії.
Член Національної спілки кінематографістів України.
Батько українського кіносценариста Дмитра Костроменка.
Пішов з життя після важкої хвороби 1 листопада 2017 року.

## Фільмографія
Оператор-постановник:
- «Вулиця молодості» (1958)
- «Сповідь» (1962)
- «Таємниця» (1963)
- «Самотність» (1964)
- «Вірність» (1965)
- «Товариш пісня» (1966, новела «Пісня на світанку»)
- «Пошук» (1967)
- «Золотий годинник» (1968)
- «Чортова дюжина» (1970)

Режисер-постановник:
- «Вершники» (1972, т/ф, 2 с. Диплом і приз VI Всесоюзного кінофестивалю, Алма-Ата, 1973)
- «Причал» (1973, т/ф)
- «Відповідна міра» (1974)
- «Квартет Гварнері» (1978, 2 с)
- «Шкіра білого ведмедя» (1979)
- «Сто перший» (1982, т/ф, 2 с., співавт. сцен. з В. Наумцевим)
- «Секретний фарватер» (1986, т/ф)
- «Дезертир» (1990)
- «Не відлітай, землянине!» (1991)
- «Ніч грішників» (1991)

## Публікації
- Очерки истории Одесской киностудии: факты, документы, воспоминания, байки (в двух книгах). — Одесса: Друк Південь, 2010, 2011